# Nurses
Nurses ist ein US-amerikanischer Pornofilm von Digital Playground aus dem Jahr 2009. Der Film zählt zusammen mit Babysitters und Cheerleaders zu einer Reihe von Filmen des Regisseurs Robby D., welche die durch den Titel bezeichnete sexuelle Fantasie zum Gegenstand haben. Der Film wurde bei den AVN Awards 2010 in der Kategorie "Best Vignette Release" ausgezeichnet.

## Handlung
Die Handlung spielt in einem Krankenhaus, wo Katsuni die Oberkrankenschwester spielt und Jesse Jane, Stoya und Shay Jordan als Krankenschwesterkolleginnen agieren. Jenna Haze, Sasha Grey and Riley Steele sind freiwillige Krankenschwestern.

## Veröffentlichung
- Der Film wurde als DVD und als Blu-ray Disc veröffentlicht.

## Auszeichnungen
- 2010: AVN Award – Best Vignette Release[1]

## Fortsetzung
- Im Jahr 2012 veröffentlichte das Studio einen zweiten Teil "Nurses 2", welcher im Jahr 2013 bei den AVN Awards als "Best Comedy" ausgezeichnet wurde. Im zweiten Teil sind die folgenden Darsteller zu sehen: Alexis Texas, Bibi Jones, Jesse Jane, Kayden Kross, Nikita Von James, Riley Steele, Selena Rose, Ben English, Erik Everhard, James Deen, Manuel Ferrara, Mick Blue, Tommy Gunn.